# Maschera antigas

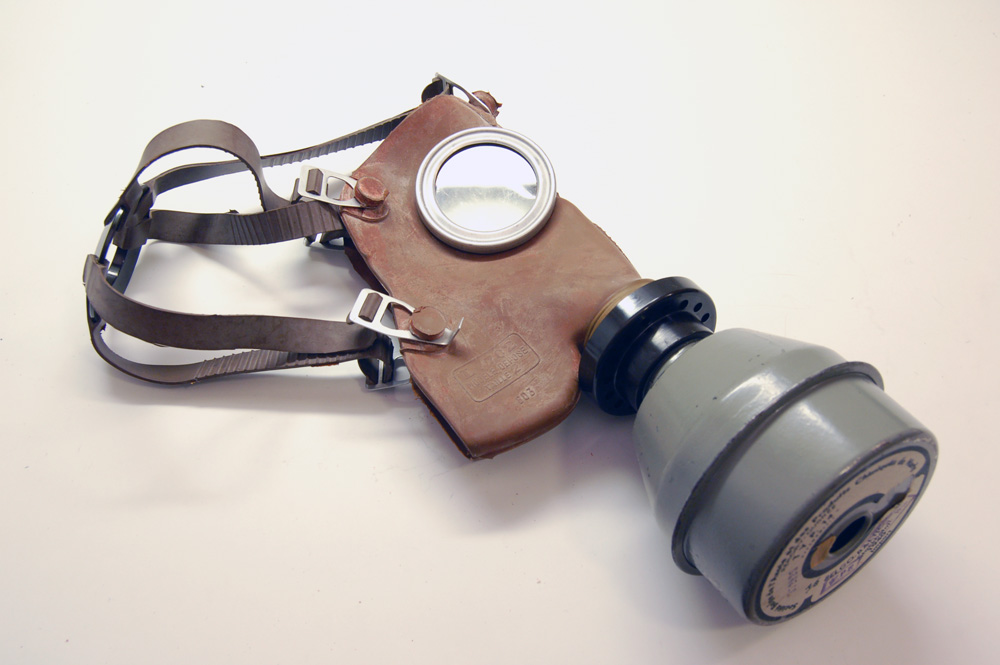
Maschera antigas ad uso civile (Belgio, anni '30)

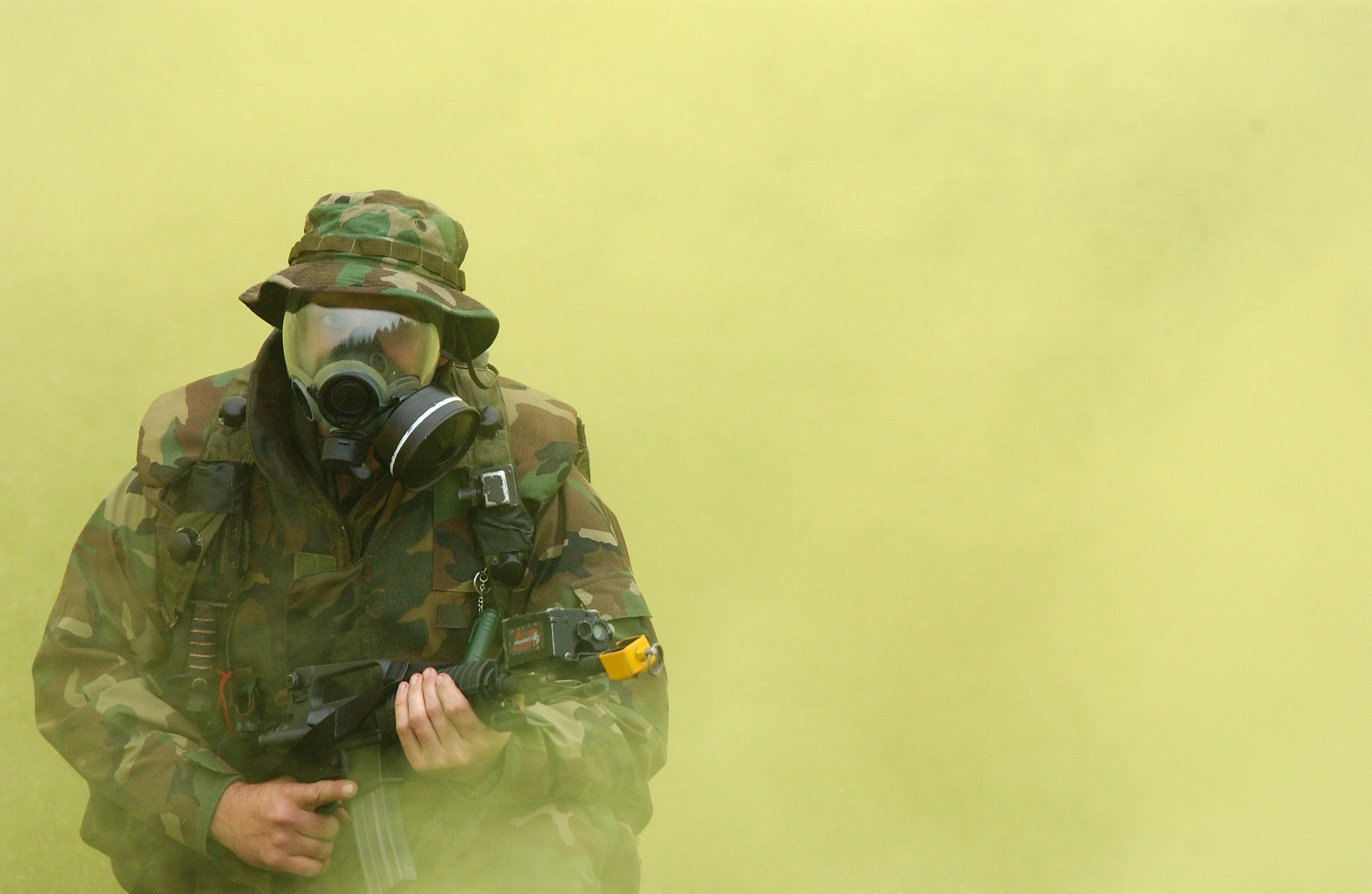
Maschera antigas usata da un marine americano

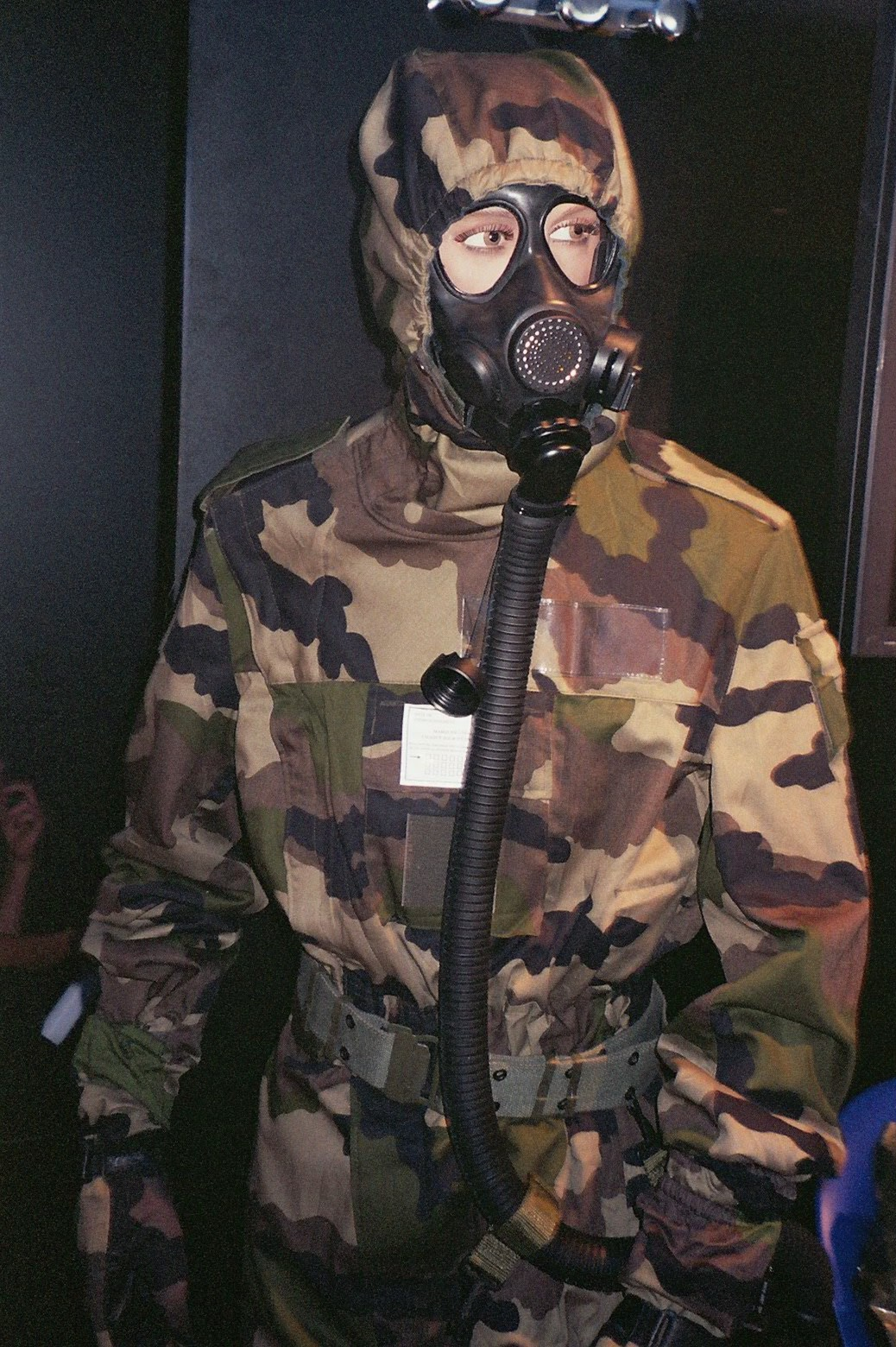
Maschera antigas francese

Una maschera antigas è un respiratore, un dispositivo di protezione delle vie respiratorie da agenti inquinanti dell'atmosfera. È composta da un facciale in materiale morbido e da uno o più filtri che purificano l'aria prima dell'inspirazione. L'utilizzo della maschera in ambienti inquinati è possibile solo con un'adeguata presenza di ossigeno. In caso di mancanza di ossigeno è necessario ricorrere a un autorespiratore, che rende l'utilizzatore indipendente dall'atmosfera del sito pericoloso.

## Storia

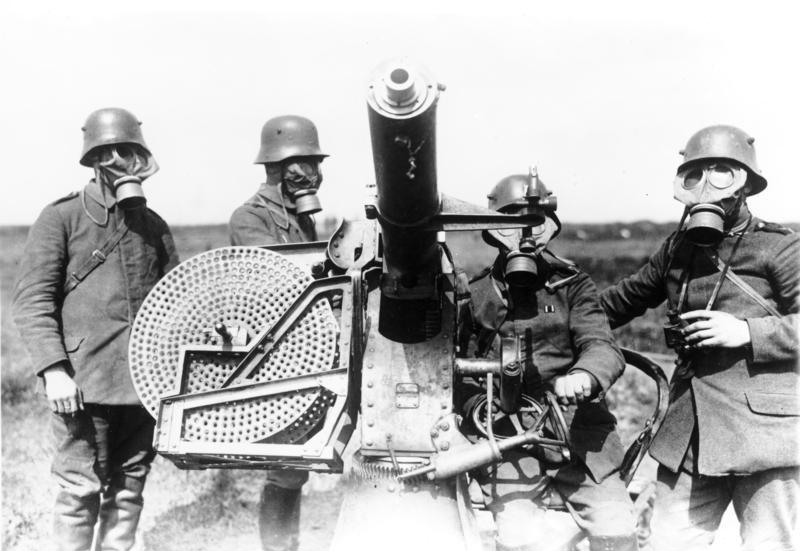
Militari tedeschi con addosso maschere antigas nel 1915

Il primo uso massiccio dei gas asfissianti fu fatto dalle truppe tedesche durante la prima guerra mondiale nella battaglia di Ypres. 
Prima dell'invenzione di maschere apposite per proteggersi i soldati utilizzavano talvolta fazzoletti di stoffa imbevuti di urina, ma questo sistema era alquanto insicuro e difficile da predisporre istantaneamente soprattutto se sotto pressione. 
Le truppe alleate dovettero quindi ideare un sistema difensivo contro questa arma e già qualche mese dopo un ufficiale inglese inventò la prima maschera antigas distribuita alle truppe inglesi, il 26 giugno 1915.
Il primo modello di maschera antigas in dotazione all'esercito consisteva in una semplice maschera di garza al cui interno era posto del cotone imbevuto di sali alcalini che dovevano neutralizzare gas a base di cloro e bromo.
In seguito questo tipo di maschera fu modificato aggiungendovi anche degli occhiali protettivi per essere poi trasformata in una maschera che copriva tutta la faccia. Secondo la propaganda dell'epoca questa maschera, detta polivalente a protezione unica, avrebbe dovuto proteggere in modo incondizionato e completo da tutti i gas, anche se impiegati contemporaneamente.
Le maschere antigas ebbero un notevole sviluppo nel periodo fra le due guerre mondiali e all'inizio della seconda guerra mondiale erano largamente distribuite sia fra le truppe sia fra la popolazione civile. Dopo la seconda guerra mondiale lo sviluppo di armi nucleari e batteriologiche costrinse alla progettazione di sistemi di filtraggio più sofisticati; nacque così il modello M9, prodotto nel 1952 negli Stati Uniti.

## Struttura e caratteristiche

### Maschera antigas moderna
Le attuali maschere antigas sono composte da un facciale di gomma o silicone che garantisce la perfetta aderenza al viso; inoltre sono dotate di linguette e fibbie per fissare la maschera antigas dietro la testa. 
Sono anche dotate di un grande visore trasparente di policarbonato o vetro stratificato che offre un'ampia visibilità. 
All'interno è presente una seconda maschera che copre la zona naso-bocca. In questa maschera interna sono presenti due aperture: una per l'inspirazione e una per l'espirazione, fornite delle apposite valvole per condizionare il flusso dell'aria.
La valvola d'inspirazione è collegata a un filtro che impiega sostanze a base di carbone attivo opportunamente trattate per filtrare e fissare i gas nocivi, mentre la valvola d'espirazione espelle l'aria respirata senza far appannare il visore.

#### Filtri per gas e vapori
I filtri per gas, secondo la norma EN 14387:2004, sono classificati in base al tipo specifico di gas che rimuovono, e vengono indicati con una o più lettere e un codice colore.
| Gas filtrati                                                        | Lettera | Colore filtro  |
| ------------------------------------------------------------------- | ------- | -------------- |
| gas e vapori organici con un punto di ebollizione superiore a 65 °C | A       | marrone        |
| gas e vapori organici con un punto di ebollizione inferiore a 65 °C | AX      | marrone        |
| gas e vapori inorganici (eccetto CO)                                | B       | grigio         |
| anidride solforosa e gas e vapori acidi                             | E       | giallo         |
| ammoniaca e derivati amminoorganici                                 | K       | verde          |
| mercurio                                                            | Hg-P3   | Rosso / Bianco |
| ossidi di azoto                                                     | NO-P3   | Blu / Bianco   |

Il livello di efficacia dei filtri di classe A, B e K dipende dalla capacità di filtrazione:
- classe 1 : bassa capacità, fino a 1.000 ppm
- classe 2 : media capacità, fino a 5.000 ppm
- classe 3 : alta capacità, fino a 10.000 ppm

I filtri SX sono destinati a specifici composti (gas e vapori esclusi ossidi di azoto, mercurio e monossido di carbonio), e la classificazione unisce tipo e classe nella sigla SX. I filtri SX sono identificati con il codice a colori viola.